# Martha M. Masters
Martha M. Masters est un personnage de fiction de la série télévisée américaine Dr House diffusée sur le réseau FOX, et en France sur TF6 ; TF1 puis HD1. Ce personnage est interprété par Amber Tamblyn.
Masters fait sa première apparition dans l'épisode 6 de la saison 7, intitulé La petite dernière (Office Politics) en tant que nouvelle membre de l'équipe du Dr Gregory House.

## Biographie fictive
Martha Meredith Masters est la fille d'un professeur de littérature antique à l'université Columbia, et d'une de ses étudiantes de 19 ans sa cadette avec qui il est marié depuis 32 ans. Jeune prodige de 23 ans au moment où elle arrive au Princeton-Plainsboro, elle a fini le lycée à 15 ans et est titulaire de deux doctorats, en mathématiques et histoire de l'art, mais elle n'a pas de diplôme de médecine au moment où elle intègre l'équipe de diagnostic du Dr House. Son recrutement a été fait par Cuddy, en remplacement de Numéro Treize, partie sans explications au début de la saison 7, afin de conserver une présence féminine dans l'équipe.
House se confronte rapidement au sens éthique de la jeune femme, qui refuse de mentir aux patients ou d'entrer par effraction dans leurs domiciles. Les autres médecins doivent quant à eux gérer son inexpérience aussi bien dans les examens que face à House.
Malgré son inexpérience, elle parvient à résoudre certains cas et à achever ses études. Au moment où elle devra choisir son internat, alors qu'elle n'a pas rempli toutes les conditions, House lui propose un poste d'interne dans son service. Après de longues hésitations, elle refusera finalement l'internat, alors qu'elle a dû agir comme House pour sauver une patiente (elle l'a intoxiquée pour aggraver son cas et forcer les parents à la faire amputer du bras). Ce cas de conscience lui fera quitter l'équipe de House. Cependant, on peut la voir en compagnie de Dominika Petrova et de la mère de House pour les "obsèques" de ce dernier.

## Conception du personnage
Martha Masters est basée sur une amie de l'interprète qui a également fait une école de médecine. Le nom de son amie, Martha Meredith Masters, aurait été réutilisé pour le personnage de fiction. Ceci a été fait moyennant contrepartie de la part de Fox [réf. nécessaire].